# Bahnhof Iserlohn
Der Bahnhof Iserlohn ist der im Zentrum Iserlohns gelegene Haltepunkt. Er liegt am Ende zweier eingleisiger Bahnstrecken, der Ardeybahn von Schwerte und der elektrifizierten Strecke aus Iserlohn-Letmathe. Seit dem Neubau 2008 wird er als Stadtbahnhof bezeichnet.

## Geschichte

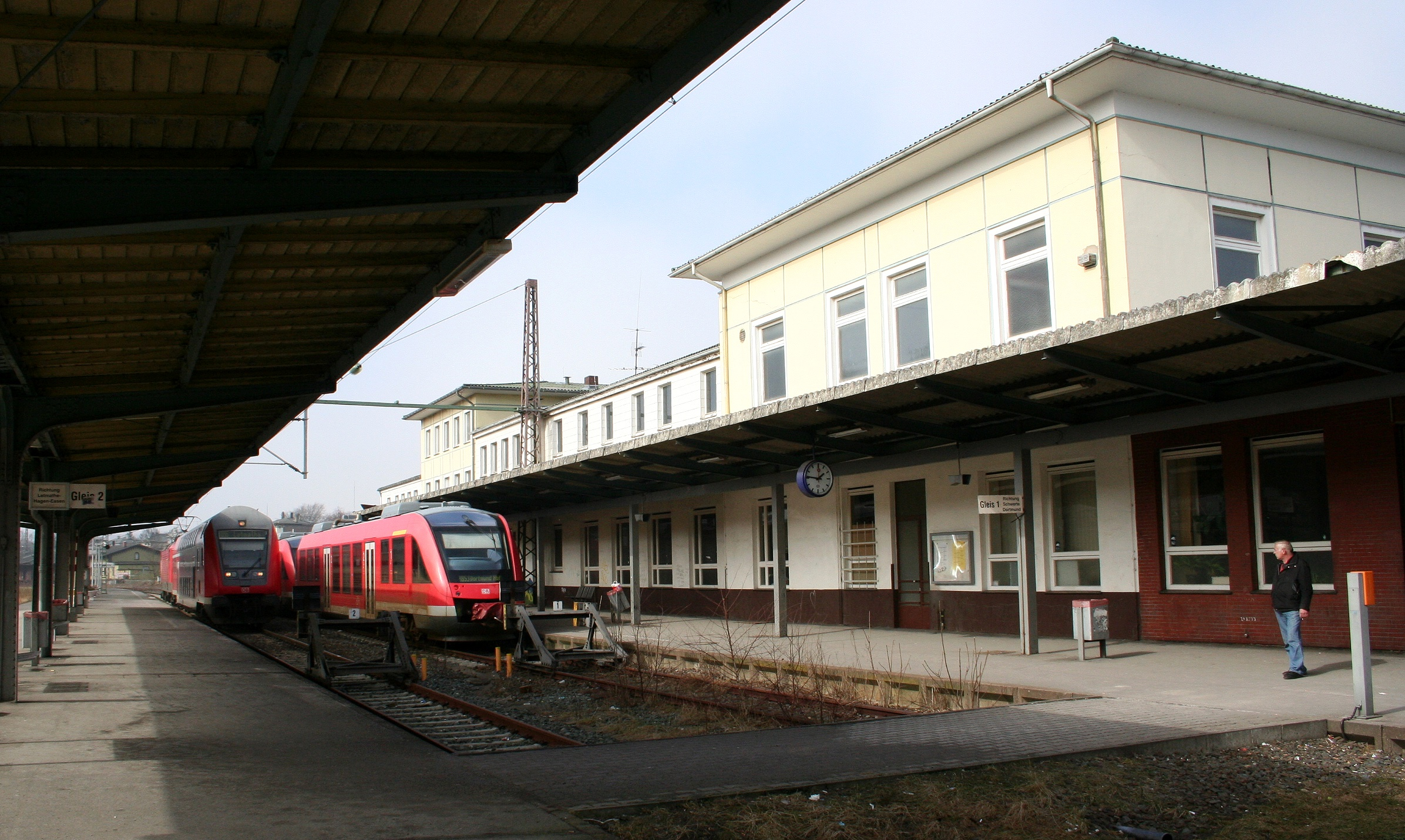
Bahnsteige bis 2006

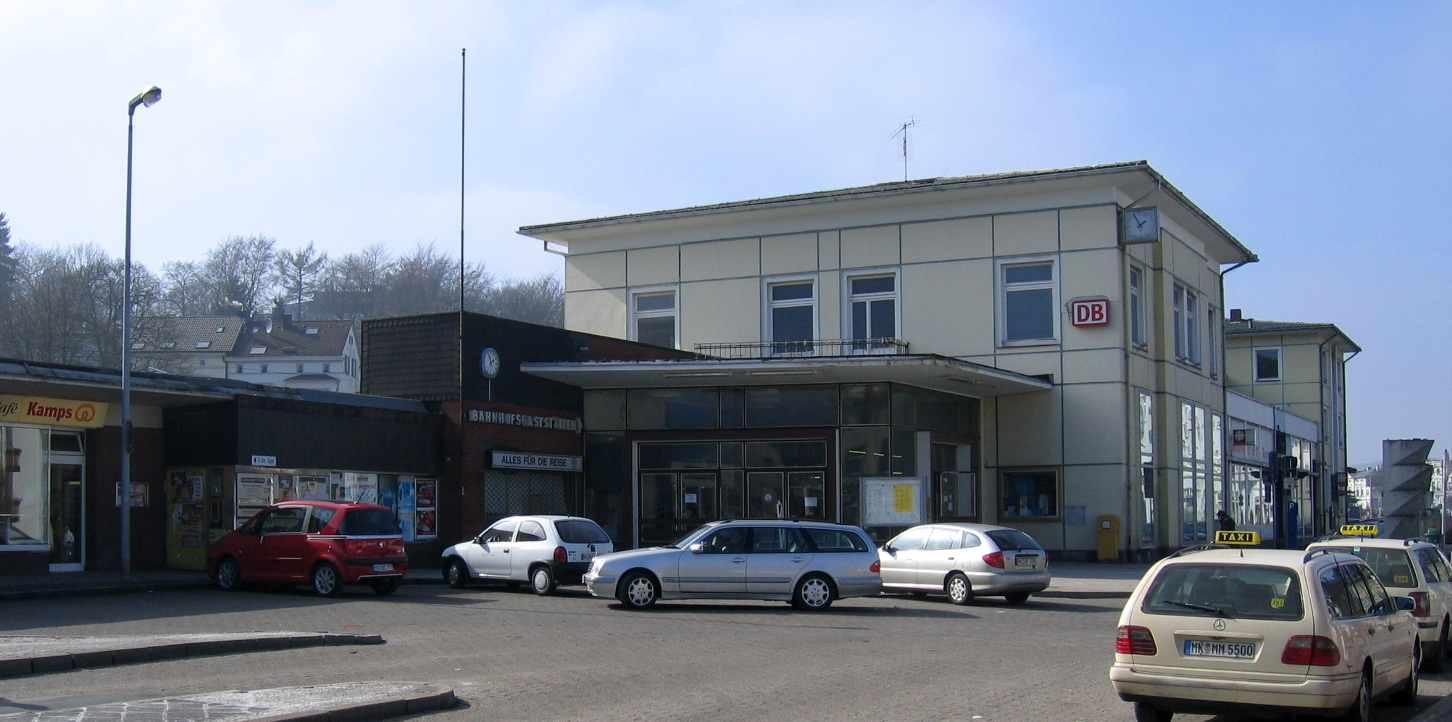
Bahnhofsgebäude bis 2006

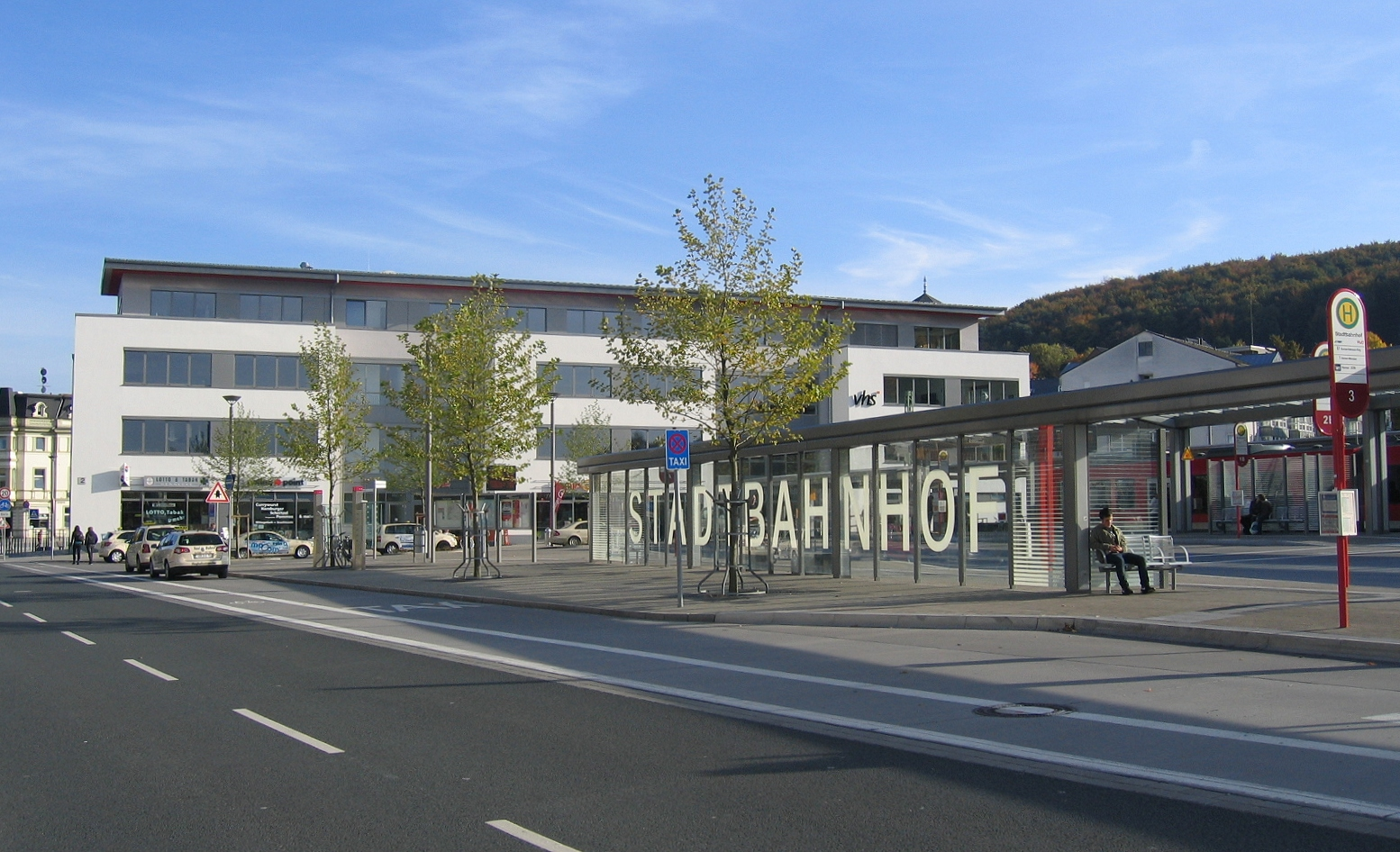
Bahnhofsgebäude seit 2008

Der Bahnhof Iserlohn wurde 1864 zusammen mit der Bahnstrecke Letmathe–Iserlohn eröffnet, die 1885 bis nach Hemer und weiter nach Fröndenberg verlängert wurde. 1910 kam noch die Ardeybahn nach Schwerte hinzu. 1966 wurde das alte Bahnhofsgebäude durch einen Neubau ersetzt.
Wegen einer maroden Brücke wurde 1989 die Bahnstrecke Letmathe–Fröndenberg zwischen dem Bahnhof Iserlohn Ost und Hemer stillgelegt. Der Rest zwischen Iserlohn und Iserlohn Ost wurde noch bis 1995 von Güterzügen befahren.
Da beim Abbau der Strecke auch die letzte Weiche im ehemaligen Iserlohner Bahnhof entfernt wurde, ist die Betriebsstelle kein Bahnhof mehr, sondern nur noch jeweils Haltepunkt an zwei voneinander unabhängigen Strecken. Es wird jedoch vom Zweckverband Mobilität Ruhr-Lippe gefordert, wieder eine Weichenverbindung einzubauen.
Das Bahnhofsgebäude aus den 1960er-Jahren wurde im Jahr 2007/2008 abgerissen und als Stadtbahnhof von einem privaten Investor neu gebaut. Neben bahnhofstypischen Mietern (DB-Agentur, Gastronomie) sind auch die Stadtinformation und die Volkshochschule eingezogen. Außer dem Bahnhofsgebäude wurden 2008 auch die Bahnsteige erneuert und der Busbahnhof mit Bahnhofsvorplatz sowie ein Kreisverkehr gebaut. Zudem steht ein Parkhaus (189 Stellplätze) zur Verfügung.
Am 18. September 2010 wurde der Bahnhof Iserlohn wegen seiner Anbindung und Nähe zur Wander-Infrastruktur als erster Bahnhof mit dem Titel Wanderbahnhof ausgezeichnet.

## Betrieb
Der Bahnsteig 1 ist ein Kombibahnsteig. Auf der einen Seite halten die Züge der Ardeybahn, auf der anderen Seite halten Busse der Märkischen Verkehrsgesellschaft. 
Das neue Bahnhofsgebäude liegt zwar nun in Kopflage, eine Reaktivierung der Bahnstrecke Iserlohn–Hemer ist aber weiterhin möglich, das Gleis könnte zwischen Bahnhofsgebäude und Stützmauer sowie weiter über den Kreisverkehr verlegt werden.

### Regionalverkehr
| Linie | Linienbezeichnung/Linienverlauf | Takt                                             |
| ----- | --- | ------------------------------------------------ |
| RE 16 | Ruhr-Lenne-Express: Essen Hbf – Wattenscheid – Bochum Hbf – Witten Hbf – Wetter (Ruhr) – Hagen Hbf – Hohenlimburg – Iserlohn-Letmathe – Letmathe-Dechenhöhle – Iserlohn Stand: Fahrplanwechsel Dezember 2023                           | 60 min                                           |
| RB 53 | Ardey-Bahn: Dortmund Hbf – Dortmund Signal-Iduna-Park – Dortmund-Hörde – Dortmund-Aplerbeck Süd – Schwerte (Ruhr) – Schwerte-Ergste – Hennen – Kalthof (Kr Iserlohn) – Iserlohnerheide – Iserlohn Stand: Fahrplanwechsel Dezember 2023 | 30 min (werktags) 60 min (Wochenenden/Feiertage) |
| RB 91 | Ruhr-Sieg-Bahn: (Hagen Hbf – Hohenlimburg –) Iserlohn-Letmathe – Letmathe-Dechenhöhle – Iserlohn Stand: Fahrplanwechsel Dezember 2023                                                                                                  | 60 min (werktags)                                |

### Buslinien
| Linie                  | Linienverlauf | Takt               |
| ---------------------- | --- | ------------------ |
| Schnellbus             | |                    |
| S1                     | Lüdenscheid, Sauerfeld ZOB – MVG-Verwaltung – Altena, Mühlenrahmede – Bahnhof – Nachrodt-Wiblingwerde – Iserlohn, Stadtbahnhof                                                                           | 60 min HVZ: 30 min |
| S3                     | Iserlohn, Stadtbahnhof – Hemer, Niederhemer – Menden, Bahnhof | 60 min             |
| Stadt- und Regionalbus | |                    |
| 1                      | Hagen, Hohenlimburg Bf. – Iserlohn, Letmathe Mitte – Grüner Talstraße – Stadtbahnhof – Konrad-Adenauer-Ring ZOB – Hemer, Westiger Kreuz – Hemer ZOB – Becke – Menden, Battenfeld – Bahnhof – Hönnenwerth | 15 min             |
| 4 ALF                  | Iserlohn, Stadtbahnhof – ZOB – Kesbern – Hemer, Ihmert – Iserlohn, Dahlsen – Dannenhöfer – Grüner Talstraße – Dröschede – Stadtbahnhof                                                                   | ALF: 120 min       |
| 7                      | Iserlohn, Brandkopf – Stadtbahnhof – ZOB/Knipp – Sonnenhöhe | 60 min             |
| 11                     | Iserlohn, Im Lau – Wohnpark Buchenwäldchen – ZOB – Hemberg – Liebigstraße – Stadtbahnhof – ZOB – Wohnpark Buchenwäldchen – Im Lau                                                                        | 60 min             |
| 12                     | Iserlohn, Im Lau – Wohnpark Buchenwäldchen – ZOB – Stadtbahnhof – Liebigstraße – Hemberg – ZOB – Wohnpark Buchenwäldchen – Im Lau                                                                        | 60 min             |
| 13                     | Iserlohn, Gerlingsen – Elisabeth-Hospital – Stadtbahnhof – ZOB – Seilerseebad – Hemer, ZOB – Sauerlandpark                                                                                               | 60 min             |
| 14                     | Iserlohn, Gerlingsen – Elisabeth-Hospital – Stadtbahnhof – ZOB – Seilersee – Griesenbrauck – Sümmern – Rombrock                                                                                          | 60 min             |
| 15                     | Iserlohn, Letmathe – Oestrich Kirche – Dröschede – Stadtbahnhof – ZOB – Hombruch | 30 min             |
| 16                     | Iserlohn, Letmathe – Am Dorfanger – Stadtbahnhof – ZOB – Hombruch – Wolfskoben – Echelnteichweg | 30 min             |
| 17                     | Iserlohn, Lössel – Roden – Grüner Talstraße – Stadtbahnhof – Sonnenhöhe | 60 min             |
| 22                     | Iserlohn, Stadtbahnhof – ZOB – Sümmern – Menden, Battenfeld – Lendringsen – Hüingsen | 30 min             |
| R30                    | Iserlohn, Stadtbahnhof – Kalthof – Hennen – Rheinen – Geisecke – Schwerte Bahnhof | 60 min             |
| Schülerverkehr         | |                    |
| 204                    | Iserlohn, Realschule Bömberg – Stadtbahnhof – Hemer, Ihmert – Iserl., Dahlsen – Dannenhöfer – Saatschule                                                                                                 | kein Taktverkehr   |
| 214                    | Iserlohn, Gerlingsen – Hauptpost – ZOB – Stadtbahnhof – Seilersee – Griesenbrauck – Rombrock – Hennen | kein Taktverkehr   |
| 218                    | Iserlohn, Lössel – Dröschede – Gesamtschule Gerlingsen – Stadtbahnhof – Letmathe Gymnasium | kein Taktverkehr   |
| FHS                    | Iserlohn, Stadtbahnhof – Fachhochschule | kein Taktverkehr   |